# Novothymbris cassiniae
Novothymbris cassiniae är en insektsart som beskrevs av Myers 1923. Novothymbris cassiniae ingår i släktet Novothymbris och familjen dvärgstritar. Inga underarter finns listade i Catalogue of Life.